# Abdollah Movahed
Abdollah Movahed, né le 10 mars 1940 à Babolsar, est un lutteur iranien spécialiste de la lutte libre.

## Carrière
Abdollah Movahed participe aux Jeux olympiques d'été de 1968 à Mexico et remporte la médaille d'or dans la catégorie de poids légers.